# Station North Dulwich
Station North Dulwich is een spoorwegstation van National Rail in Southwark in Engeland. Het station is eigendom van Network Rail en wordt beheerd door Southern. Het station is Grade II listed